# Michelle Dekker
Pour les articles homonymes, voir Dekker.
Michelle Dekker, née le 18 mars 1996 à Zoetermeer, est une snowboardeuse néerlandaise, spécialisée en slalom parallèle et en slalom géant parallèle. Elle a représenté son pays aux Jeux Olympiques d'hiver de 2014 à Sotchi et aux Jeux olympiques d'hiver de 2018 à Pyeongchang.

## Palmarès

### Championnats du monde
- Championnats du monde 2025 à Engadine (Suisse) :
  -  Médaille de bronze en slalom parallèle.

### Coupe du monde
- 10 podiums dont 1 victoire.

#### Détails des victoires
| Épreuve / Édition | Slalom parallèle | Slalom géant parallèle |
| ----------------- | ---------------- | ---------------------- |
| 2022-2023         |                  | Carezza                |